# 25 Scorpii
25 Scorpii, som är stjärnans Flamsteed-beteckning, är en ensam stjärna, belägen i den mellersta delen av stjärnbilden Skorpionen. Den har en skenbar magnitud av ca 6,71 och kräver åtminstone en handkikare för att kunna observeras. Baserat på parallax enligt Gaia Data Release 2 på ca 3,6 mas, beräknas den befinna sig på ett avstånd på ca 920 ljusår (ca 281 parsek) från solen. Den rör sig närmare solen med en heliocentrisk radialhastighet på ca -1,3 km/s. Stjärnan antas ingå i Scorpius-Centaurus association.

## Egenskaper
25 Scorpii är en orange till gul ljusstark jättestjärna av spektralklass K0 II. Den har en massa som är ca 2 solmassor, en radie, som är ca 13 solradier och utsänder från dess fotosfär ca 135 gånger mera energi än solen vid en effektiv temperatur av ca 4 700 K.